# 페어차일드 반도체

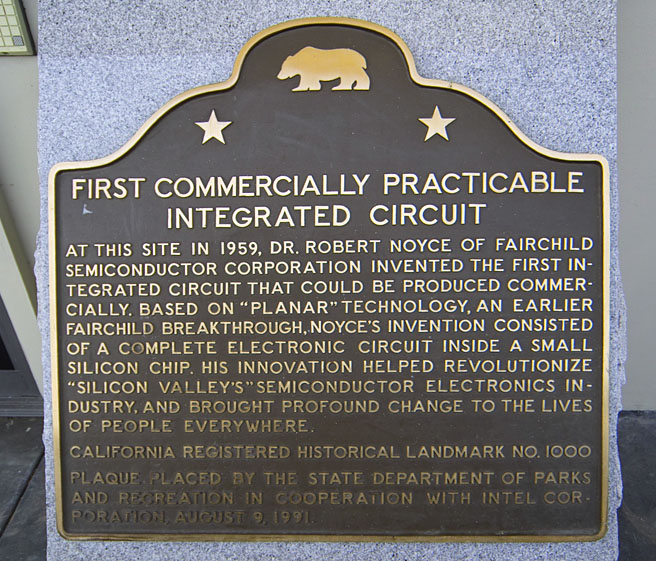
페어차일드 건물의 역사적인 표시. 배신자 8인은 점포를 개설하였고 처음으로 상업적으로 실용적인 집적회로를 발명하였다.

 페어차일드 반도체(Fairchild Semiconductor)는 처음으로 (텍사스 인스트루먼츠가 이전에 간소하게 발표한) 상업용 집적회로를 발표하였고, 1960년대에 실리콘 밸리의 혁신기업 중 하나가 되었다. 페어차일드 반도체는 전 세계에 구천명의 직원이 있다. 사업소는 새너제이 (캘리포니아주) San Jose, 솔트레이크 시, 마운틴탑 (펜실베이니아주), 부천시, 페낭, 쑤저우와, 세부 등 세계곳곳에 있다. 사우스포틀랜드 (메인주)에, 생산시설로부터 3마일정도 떨어진 곳에 본사가 있다.

## 페어차일드 연혁

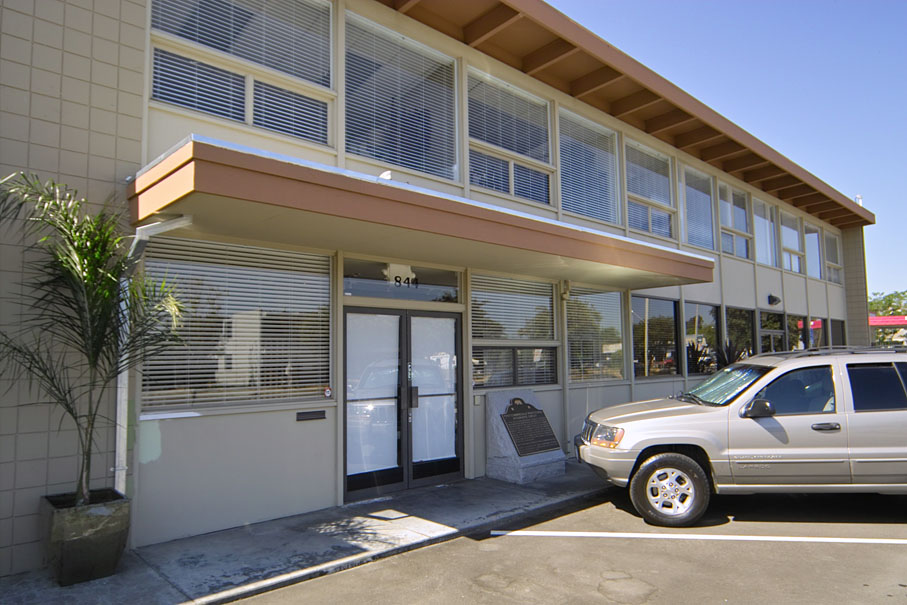
팰러앨토 844 찰스턴가에 세워진 건물. 여기서 처음으로 상업적으로 실용적인 집적회로를 발명하였다.

### 1956년
1956년에 윌리엄 쇼클리는 마운틴뷰에 벡맨 코울터의 부서로 쇼클리 세미컨덕터 래버러토리를 신설하였다; 윌리엄 쇼클리의 계획은 기존 트랜지스터보다 빠르게 동작하고 사용하기 쉬운 새로운 형태의 "4-레이어 다이오드"를 개발하는 것이었다. 처음에 윌리엄 쇼클리는 벨 연구소에서 선임 연구원을 고용하려고 했지만, 서해안으로 이동하거나 다시 쇼클리와 연구하려는 연구원은 없었다. 대신에 윌리암 쇼클리는 새로운 회사의 핵심 연구원을 고용하는 데 미국 공학대에서 배출한 명석하고 영리한 졸업자를 고려하였다.
1년 이후에, 여덟명의 공학자는 쇼클리를 떠나고 새로운 회사를 창립하기로 결정하였다. 이들은 나중에 배신자 8인으로 널리 알려지게된다. 배신자 8인은 줄리어스 블랭크, 빅터 그리니치, 진 호에니, 유진 클라이너, 제이 라스트, 고든 무어, 로버트 노이스와, 셸던 로버츠이다. 설립할 회사의 자금을 찾던 중, 배신자 8인은 셔먼 페어차일드의 페어차일드 카메라 앤 인스트루먼트로 눈을 돌렸다. 페어차일드 카메라 앤 인스트루먼트는 동미국의 중요한 군수회사였다. 페어차일드 반도체는 1957년에 실리콘 트랜지스터를 제조하기 시작하였다. 이때 사용한 저마늄은 반도체에서 여전히 사용되는 일반적인 재료가 되었다.
배신자 8인의 첫 번째 트랜지스터는 실리콘 메사 변형이었다. 이 트랜지스터는 배신자 8인에게 혁신적이었지만, 몇가지 단점이 있었다. 며칠후 페어차일드는 플래너 공정에서 선두기업이 되었다. 플래너 공정은 트랜지스터가 보다 싸고 쉽게 제조할 수 있으며, 동시에 성능은 크게 향상시킨 엄청난 혁명이었다. 페어차일드의 플래너 공정은 다른 트랜지스터의 설계가 구식이 되도록 하였다. 플래너 공정의 한 피해회사는 필리코의 트랜지스터 부서이다. 필리코의 트랜지스터 부서는 4000 만 달러를 완전히 구식인 저마늄 PADT 공정 트랜지스터를 생산하는 공장건설에 투자하였다.
배신자 8 명이 처음으로 시장에 진입한 플래너 트랜지스터는 (초기에에 메사 트랜지스터라고 한) 2N697이고, 크게 성공하였다. 100의 1차분은 아이비엠에 개당 150불에 판매하였다. 2년후에 배신자 8인은 4개 트랜지스터 회로를 하나의 실리콘웨이퍼에 집적하도록 설계하였다. 그리하여 처음으로 실리콘 집적회로가 탄생되었다. (텍사스 인스트루먼트의 잭 킬비가 1958년 9월 12일에 저마늄 집적회로를 개발하였고, 미국 특허를 등록하였다.) 페어차일드 반도체는 12명에서 12000명으로 종업원이 늘었고, 일 년에 1.3 억 달러를 벌어들였다.

### 1960년대
1960년대에, 페어차일드는 최초 연산증폭기 (OP AMP) IC, (1964년에) 밥 위들러의 µA702과 µA709를 포함하여 아날로그 집적회로 시장을 선점하였다. 1968년에, 페어차일드는 데이비드 풀래거의 µA741를 발표하였다. µA741는 이시기에 가장 유명한 OP AMP IC가 되었다.
페어차일드는 처음에 디지털 집적회로 시장으로 진입하려고 하지 않았다. 디지털 집적회로의 첫 번째 제품군은 (아폴로 유도 컴퓨터에 사용된) "마이크로로직" RTL 제품군이다. RTL은 "저항-트랜지스터 논리"를 지칭한다. RTL은 하나의 트랜지스터와 두개의 저항으로 구성되어 단순히 반전하는 큰 장점을 가지고 있다. 그러나 RTL소자군은 상업용으로 한계가 있어서 제조상에 많은 결점이 있었고, 국방산업용에도 적합하지 않았다. RTL논리는 노이즈에 어느 정도 내성이 있지만 편리함에 있어서 매우 낮은 100밀리볼트만 수용할 수 있다. RTL은 보다 튼튼한 설계로 진입하기 위해서 오랫동안 기달려야 했다. 이후에 출시된 DTL (다이오드-트랜지스터 논리)는 RTL보다 큰 노이즈 내성을 지녔다.
초기의 창립자들은 1960년대에 페어차일드를 떠나서 새로운 산업을 시작하였다. "페어차일드런"으로 알려진, 초기 창립자들은 1970년대에 특출하게 성장한 많은 회사를 창립하였다. 페어차일드 광고의 시간에는 "We started it all."라는 주석과 동시에 실리콘 밸리 로고타이프의 콜라주를 보여주었다. 초기 창립자중 마지막으로 회사를 떠난 사람은 로버트 노이스와 고든 무어이다. 로버트 노이스와 고든 무어는 1968년에 인텔을 창립하였다. 이 시점을 계기로 많은 회사의 지식층은 퇴사를 하였다.
인텔이 8008 8비트 마이크로프로세서를 발표한 이후에, 페어차일드는 페어차일드 F8 8비트 마이크로프로세서를 개발하였다. 페어차일드 F8은 특이한 구조를 지녔고 시장에서 크게 성공하지 못하였다. 페어차일드는 1970년대 말에 파이프라인이 포함된 마이크로프로세서를 발표하였고, 현존하는 소자군으로 틈새시장에서 점유율을 확장하였다. 특히 "내구성이 좋은" 집적회로는 국방산업과 우주항공 분야에 사용되었다.
한동안, 페어차일드는 접합형 트랜지스터를 사용한 집적회로의 개발을 선도하였다. 이 집적회로는 세계곳곳에 사용되었으며, 특히 크래이 슈퍼컴퓨터에 주로 사용되었다.

### 1970년대
또한 페어차일드는 디지털 이머징 소자를 개발하였다. 벨 연구소에서 발명한 다음으로 1973년에 처음으로 상업용 전하결합소자를 생산하였다. 디지털 영상 센서는 페어차일드의 자회사인, 페어차일드 이머징에서 여전히 생산하고 있다. 페어차일드 반도체는 1976년에 롬 카트리지, 채널 F를 사용한 첫 번째 비디오 게임 시스템을 발표하였다.
1979년에, 페어차일드는 유전 산업 회사인, 슐룸베르거 사에 매각되었다. 슐룸베르거는 1987년에 페어차일드를 내셔널 세미컨덕터에 매각하였다.

### 1997년
페어차일드 반도체는 1997년에 사우스포틀랜드에 본사를 둔, 독립된 회사로 재탄생하였다. 페어차일드 반도체는 1999년에 다시 FCS기호로 뉴욕 증권거래소에 상장하게 되었다. 페어차일드의 사우스포틀랜드 (메인주) 장소는 세계에서 가장 오래된 반도체 제조설비를 운영하고 있다.
페어차일드 반도체는 이제 세계적인 최적화된 시스템 전력의 고성능소자 공급회사이다. 페어차일드는 가전제품, 초-휴대용, 통신, 컴퓨팅, 산업과 자동차를 포함하는 시장을 겨냥하여 전력효율이 필요한 다양한 소자군을 개발하고 있다.

### 2005년
2005년에, 페어차일드 반도체의 최고경영자는 마크 톰슨이었다. 톰슨은 회장이자, 최고경영자였고 페어차일드 반도체 인터네셔널의 이사회 중 한 명이다. 마크 톰슨은 메뉴팩쳐링 앤드 테크날로지 그룹의, 부회장에서 페어차일드로 이직하였다.
페어차일드로 이직하기 이전에, 톰슨은 빅 베어 네트워크의 최고경영자로 근무하였다. 또한 매사추세츠주에 있는 아메리카 사이언스 앤 엔지니어링 사의 이사회로 근무하기도 하였다.

### 2007년
페어차일드 반도체는 1957년에 처음으로 설립된 이후에 맞이하는 50주년을 축하하였다.

### 2016년
현금 24억 달러에 온 세미컨덕터로 인수되었다. 온 세미컨덕터는 기존 범용 제품군을 전력관리 제품군, 이미징 제품군, 아날로그 솔루션으로 나누어 관리하는 새로운 조직으로 개편키로 했다.

## 창립자
- 로버트 노이스
- 고든 무어
- 윌프레드 코리건
- 장 회르니
- 제임스 M. 얼리
- 레스터 호건
- 유진 클라이너
- 제리 센더스
- 에드윈 터니
- 프랭크 완래스
- 밥 위들러

## 같이 보기
- 페어차일드 항공사